# Dorfkirche Wootz

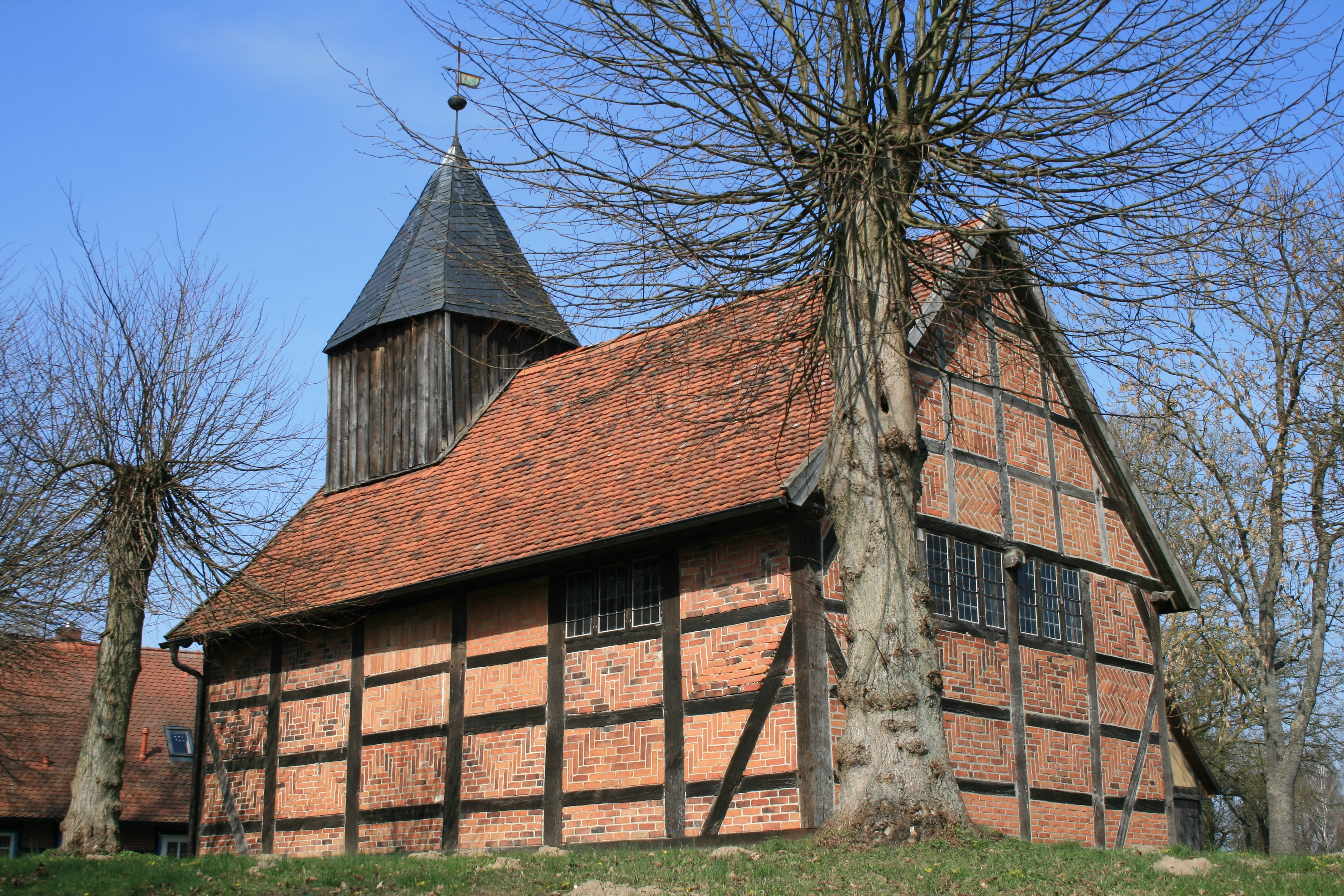
Dorfkirche Wootz

Die evangelische Dorfkirche Wootz ist eine Saalkirche aus dem 17. Jahrhundert in Wootz, einem bewohnten Gemeindeteil der Gemeinde Lenzerwische im Landkreis Prignitz in Brandenburg. Die Kirchengemeinde gehört zum Kirchenkreis Prignitz der Evangelischen Kirche Berlin-Brandenburg-schlesische Oberlausitz.

## Lage
Die Bundesstraße 195 führt in West-Ost-Richtung durch den Ort. Von ihr zweigt der Pappelweg in den historischen Ortskern ab. Dort steht die Kirche auf einem leicht erhöhten Grundstück, das nicht eingefriedet ist.

## Geschichte
Zwar entstand die Kirche erst in der ersten Hälfte des 17. Jahrhunderts, jedoch muss es bereits einen Vorgängerbau gegeben haben. Dieser war der Heiligen Katharina geweiht. Aus dendrochronologischen Untersuchungen ist bekannt, dass der Kernbau aus dem Jahr 1557 stammt und zum Teil 1696 erneuert wurde.
Mit der Deutschen Teilung lag das Bauwerk im Sperrgebiet und konnte, wie auch der Ort, nur mit einem Passierschein betreten werden. Nach der Wende wurden die Fassaden der Ost- und Westseite saniert. Das Bauwerk erhielt eine Winterkirche und wird daher insbesondere in den Wintermonaten für den Gottesdienst genutzt. 2020 wurde das schadhafte Fugenbild der Nord- und Südseite repariert. Vom 25. August bis zum 15. September 2021 erfolgte eine Neueindeckung des Dachs mit Riesaer Kirchenbibern. Sie stammen aus der Wunderblutkapelle in Bad Wilsnack und wurden dort nach einer umfassenden Sanierung nicht mehr benötigt.

## Baubeschreibung
Das Bauwerk wurde im Wesentlichen aus Fachwerk errichtet, dessen Gefach aus Mauersteinen besteht. Es hat einen rechteckigen Grundriss. An der Ostseite sind zwei querrechteckige, schlichte Fenster; der Giebel ist fensterlos. An der Nord- und Südseite des Langhauses sind je zwei ebenfalls querrechteckige Fenster. Der Zugang erfolgt von Westen her über eine leicht ausmittig nach Norden verschobene, schlichte und rechteckige Pforte. Oberhalb erhebt sich der verbretterte Dachturm, der mit einem Kegeldach sowie einer Turmkugel und Wetterfahne abschließt. Der Innenraum ist flach gedeckt.

## Ausstattung

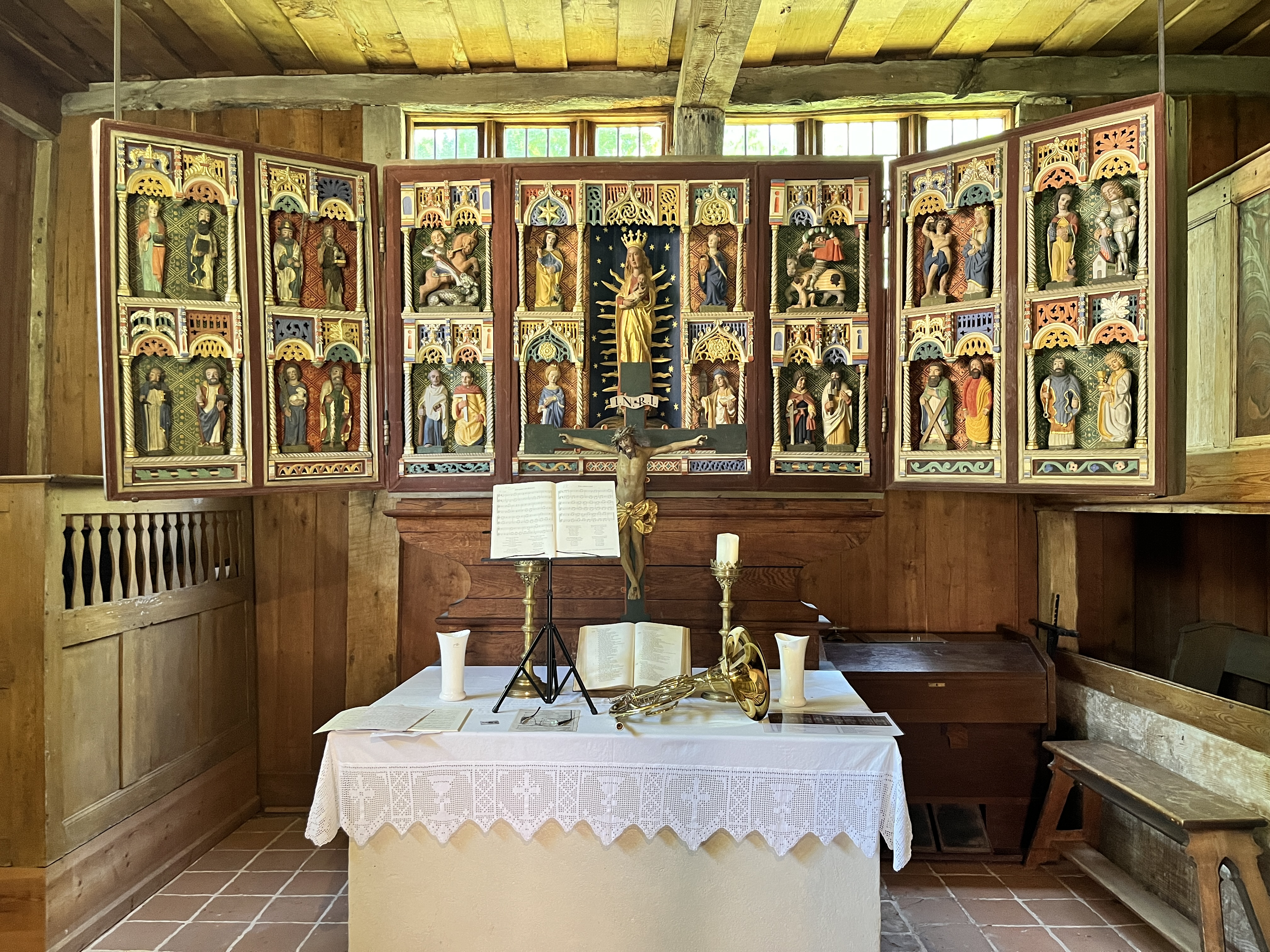
Dreiflügelaltar

Der Schnitzaltar stammt aus der Spätgotik, wurde jedoch zu einem späteren Zeitpunkt verändert und in den Jahren 1924/1925 restauriert. Dabei wurden sieben Heilige ergänzt und, so das Brandenburgische Landesamt für Denkmalpflege und Archäologische Landesmuseum (BLDAM), „verfremdend bemalt“. Das Altarblatt wird von einer mittig platzierten Mondsichelmadonna dominiert, die sich über die gesamte Höhe des Altars erstreckt. Links von ihr sind im oberen Bereich Georg und Margaretha, darunter Judas Thaddäus gemeinsam mit Thomas sowie Katharina von Alexandrien zu sehen. Auf der rechten Seite sind im oberen Bereich Dorothea sowie Martin von Tours und darunter Barbara sowie Philippus gemeinsam mit Matthias zu sehen.
Im linken Flügel von links nach rechts und von oben nach unten: Maria Magdalena, Jakobus der Jüngere, Jakobus der Ältere, Johannes der Täufer, Paulus von Tarsus, Bartholomäus, Agnes und Simon Zelotes.
Im rechten Flügel von links nach rechts und von oben nach unten: Sebastian, Ursula, Elisabeth von Thüringen, Florian, Andreas, Matthäus(?) (kein Attribut vorhanden), Simon Petrus, Johannes. Die Rückseiten sind mit stark beschädigten Gemälden verziert.
Zur weiteren Kirchenausstattung gehört eine Empore an der Südseite, die als Patronatsloge der Familie von Wenckstern diente. Sie ist mit einem Wappen verziert und stammt aus dem Jahr 1617. Am Aufgang erinnert eine Tafel an die Gefallenen der Befreiungskriege. Westlich hiervon hängen zwei Tafeln, die an weitere Gefallene erinnern. Im Turm hängt eine Glocke aus Bronze aus dem Jahr 1687.